# DialogForum Sicherheitspolitik
Das DialogForum Sicherheitspolitik (DFS) ist ein Veranstaltungsformat des Landesverbands Bayern der Reservisten der Deutschen Bundeswehr, e.V. Es wurde zum ersten Mal vom ehemals stellvertretenden Landesvorsitzenden Eberhard Grein im Jahr 2012 organisiert, der im Jahr 2022 nicht wieder zur Wahl antrat. Seitdem wird das DialogForum Sicherheitspolitik vom stellvertretenden Landesvorsitzenden Sascha Vugrin geleitet.

## Aufgaben und Ziele
Das DialogForum Sicherheitspolitik hat es sich zum Ziel gesetzt, einen überparteilichen gesellschaftlichen Dialog über die zukünftige Gestaltung von Sicherheitspolitik in Deutschland zu initiieren. Zur Teilnahme sind Teilhaber aus Legislative und Exekutive, aber auch der Wirtschaft und Medien, ebenso wie an Sicherheitspolitik interessierte Bürger eingeladen.
Dazu werden regelmäßig überregionale Veranstaltungen wie Podiumsdiskussionen, Tagungen, Experteninterviews und Zeitzeugengespräche durchgeführt.

## Veranstaltungshistorie
| Jahr | Format                                                        | Thema |
| ---- | ------------------------------------------------------------- | --- |
| 2012 | Auftaktveranstaltung München                                  | Europa und NATO |
| 2013 | Dialogforum München                                           | Quo vadis Rüstungsindustrie – Wege und Ziele einer Rüstungspolitik in Europa                                                                             |
| 2014 | Regionalkonferenz Bayreuth                                    | Sicherheitspolitik im vernetzten Ansatz |
| 2014 | Dialogforum München                                           | Heimatschutz und Reserve |
| 2015 | Regionalkonferenz Amberg                                      | Zeitenwende – Von der Weltordnung zur Weltunordnung? |
| 2015 | Konferenz München                                             | Terrorismus |
| 2016 | Zeitzeugengespräch München                                    | Interview mit Michael Stürmer |
| 2016 | Sicherheitstagung Nürnberg                                    | |
| 2016 | Regionalkonferenz Nürnberg                                    | Islamismus-Radikalismus-Terrorismus |
| 2016 | Dialogforum München                                           | OSZE-Vorsitz Deutschland |
| 2017 | Regionalkonferenz Theuern + Preisverleihung Aquilla Ascendens | |
| 2017 | Dialogforum München                                           | Europa auf dem Weg zu mehr gemeinsamer Verantwortung – erforderliche Schritte zu einer unerlässlichen europäischen Sicherheits- und Verteidigungspolitik |
| 2018 | Dialogforum München                                           | Cybersecurity |
| 2019 | Dialogforum München + Preisverleihung Aquilla Ascendens       | Die Innere Führung der Bundeswehr – aktuelle Herausforderungen und Handlungsfelder                                                                       |
| 2020 | Dialogforum Sicherheitspolitik (virtuell)                     | Bundeswehr beim Einsatz in Pandemien und was kann die zivil-militärische Zusammenarbeit leisten?                                                         |
| 2022 | Dialogforum München + Preisverleihung Aquilla Ascendens       | Transatlantisches Verhältnis und neue Rolle Deutschlands                                                                                                 |
| 2023 | Preisverleihung Aquilla Ascendens                             | |
| 2024 | Dialogforum München                                           | Braucht Deutschland eine Dienstpflicht? |

## Wissenschaftspreis
Der „Aquila ascendens“ ist ein Nachwuchspreis für Sicherheitspolitik des DialogForums Sicherheitspolitik in Kooperation mit dem „Sicherheitspolitischen Arbeitskreis der Universität der Bundeswehr München“. Prämiert werden Masterarbeiten und Dissertationen zum Bereich der Sicherheitspolitik. Ziel des Preises ist es, die akademische Auseinandersetzung mit dem Thema zu fördern und einem breiteren Publikum bekannt zu machen. Darüber hinaus sollen Anreize für Jungakademiker geschaffen werden, in dem Bereich zu forschen. Über die Prämierung der Arbeiten entscheidet ein Beirat, unterstützt von einem wissenschaftlichen Gremium, der sich aus Vertretern von Wissenschaft, Stiftungen, Kirche, Militär, Wirtschaft und Medien zusammensetzt.
Die Schirmherrschaft hat 2016 der Politiker und Mitglied des Bundestages Ralf Brauksiepe übernommen.

## Kooperationspartner
Die Kooperationspartner des DialogForums Sicherheitspolitik sind:
- Akademie Frankenwarte Würzburg – Gesellschaft für Politische Bildung,
- Arbeitsgemeinschaft der Reservisten-, Soldaten- und Traditionsverbände in Bayern,
- Bundesverband Sicherheitspolitik an Hochschulen,
- Clausewitz-Gesellschaft Regionalkreis Bayern,
- CSU – Arbeitskreis Außen- und Sicherheitspolitik,
- Deutsche Atlantische Gesellschaft,
- Deutsche Gesellschaft für Auswärtige Politik,
- Deutscher BundeswehrVerband Süddeutschland,
- FDP Bayern – Landesfachausschuss Außen-, Europa- und Sicherheitspolitik,
- Friedrich-Naumann-Stiftung,
- Gesellschaft für Sicherheitspolitik,
- Hanns-Seidel-Stiftung,
- Thomas-Dehler-Stiftung.

## Ähnliche Institutionen
- Bundesverband Sicherheitspolitik an Hochschulen,
- Deutsche Gesellschaft für Auswärtige Politik,
- Gesellschaft für Außenpolitik,
- Gesellschaft für Sicherheitspolitik.